# Bezrobocie cykliczne
Bezrobocie cykliczne (koniunkturalne, keynesowskie) – bezrobocie związane z cyklicznymi zmianami koniunktury.

## Opis
W okresie recesji – spada popyt na towary i usługi oferowane przez przedsiębiorstwa, co wywołuje spadek produkcji. Spadek produkcji wywołuje zaś spadek zapotrzebowania na pracę, co prowadzi do pojawienia się bezrobocia cyklicznego. Z kolei w okresie koniunktury – popyt na towary i usługi oferowane przez przedsiębiorstwa wzrasta, co wywołuje wzrost produkcji. Wzrost produkcji powoduje wzrost zapotrzebowania na pracę, co prowadzi do stopniowego zaniku bezrobocia cyklicznego.
Bezrobocie cykliczne zwane również koniunkturalnym zostało po raz pierwszy zdefiniowane przez angielskiego ekonomistę J.M. Keynesa. Postulat wysuwany przez Keynesa podnosił kwestię roli państwa w łagodzeniu i wydłużaniu cykli koniunkturalnych. Polityka, która w mniemaniu Keynesa miała doprowadzić do skutecznego przeciwdziałania bezrobociu opierała się w znacznej mierze na tworzeniu popytu inwestycyjnego ze strony państwa. Najbardziej znanym przykładem takiej polityki były zakrojone na szeroką skalę roboty publiczne.
Poglądy te zostały skrytykowane przez neoklasyków, m.in. szkołę monetarną.